# Délkeleti indiánok
A délkeleti indiánok az Appalache-hegységtől és a Tennessee folyótól délre, illetve a Trinity folyótól keletre elterülő vidékek népeinek gyűjtőneve.

## Területük és környezetük
A csipkézett Appalache-hegységtől Floridáig és a Mexikói-öbölig, valamint nyugaton a Mississippi alsó folyásáig és Délkelet-Texas száraz síkságaiig a termékeny délkelet meleg, csapadékos éghajlata alatt sokféle növény és állat előfordult. A térségben lakó legtöbb nép falulakó földműves volt, ám északi szomszédaiktól eltérően ők évente kétszer is betakaríthatták a kukoricát, és emellett tököt, úritököt, lopótököt és napraforgót is termesztettek. A Mexikói-öböl menti szubtrópusi éghajlat alatt a földművesek banánt, édesburgonyát (Ipomoea batatas) és cukornádat is termesztettek. Néhány nép, mint például Dél-Florida kaluszái vadászok és gyűjtögetők maradtak, így használva ki az Atlanti-óceán és a Mexikói-öböl szubtropikus partvidékének vízimadárban, hüllőben, halban, bálnában és fókában gazdag vadászmezőit és ehető gyökérkészleteit. A szárazföld belsejének erdeiben és mezőin ehető gyümölcsöket, csonthéjasokat és bőséges vadállományt találhattak, a folyók pedig hemzsegtek a haltól.

## A törzsek listája
- csaktók vagy csokták (Chocktaw)
- cserokik (Cherokee)
- csikaszók (Chickasaw)
- kaddók (Caddo)
- kaluszák
- kataubák
- krík indiánok vagy maszkagí (Creek, Muskogee)
- nacsez indiánok (Natchez)
- szeminol indiánok (Seminole)
- timukuák

## Életmódjuk
A vadászat különleges eljárásokat igényelt, mivel délkeleten nem volt hó, amely lelassította volna a vadakat. Így a délkeleti vadászok tökélyre vitték a szarvasok hangjának utánzását, hogy így csalogassák az állatokat fegyvereik lőtávolán belülre.
A jellegzetes lakóhely, mint például a krík indiánoké, négyszögletes alakú, nyeregtetős, sárral tapasztott nyári ház volt, míg télire nagy, kúpos, a szigetelés érdekében részben földbe süllyesztett építményeket emeltek. A szubtrópusi övezetben a házak a forró éghajlat miatt nyitottak voltak. A szeminol indiánok nyitott oldalú, pálmaágakkal fedett házakban éltek.
A köröttük burjánzó növényzet óriási változatossága miatt valószínű, hogy a délkeleti indiánok számtalan gyógynövényt ismertek, és sokféle növényi származékot használtak fel szertartásaikhoz. Dohányt termesztettek, amit szertartásokon és megidézések alkalmával pipából szívtak, vagy gyógyszerként a testre dörgöltek.

## Történelmük
Mikor a spanyolok a 15. században elérték a térséget, a délkeleti törzsek még magukon viselték a Mississippi-kultúra, az ősi Észak-Amerika utolsó nagy folyamvölgyi civilizációjának jegyeit. A törzsek eltérő nyelvűek voltak: a krík, a csaktók és a csikaszók maszkagí nyelvjárásokon, a kataubák sziú nyelven, a cserokik pedig irokézül beszéltek. Mivel ezekre a népekre hárult az 1513-as spanyol expedícióval kezdődő korai európai kapcsolatok oroszlánrésze, ma már nehéz részletes képet alkotnunk a térség kulturális összetettségéről. Az egymást követő, spanyol, francia, angol gyarmatosítók, majd az észak-amerikai telepesek behatolásai háborút, betegségeket és kitelepítéseket hoztak az indiánoknak, így egyengetve az utat gyors hanyatlásuk előtt.
A délkeleti törzseket sújtó legsúlyosabb csapás Andrew Jackson elnök 1830-as Indián Eltávolítási Törvénye volt, amely megtiltotta, hogy a Mississippitől keletre indiánok maradjanak. Az intézkedés főként azokra a népekre – vagyis a fehérek által az Öt Civilizált Törzsként (cseroki, csikaszó, csaktó, krík és szeminol) emlegetett népekre – irányult, amelyek ironikus módon oly sokat tettek a fehér ember befogadása érdekében. Legtöbbjüket nyugatra küldték, gyakran olyan erőltetett menetben, hogy ezrek pusztultak el útközben. A cserokik útvonalukat csak a „Könnyek útja”-ként emlegették, mely kifejezést hasonló megpróbáltatásaik érzékeltetésére más törzsek is átvettek.